# 阿雅克肖站
阿雅克肖站是法国的一个铁路车站，位于法国科西嘉城市阿雅克肖。该站位于科西嘉岛上，不与法国本土的铁路网连接。

## 位置
阿雅克肖站位于阿雅克肖市区的中部，是一个尽头式车站。车站大致呈南北走向，正门朝南，仅北侧有铁路连通。

## 停靠线路
以下列车线路在阿雅克肖站停靠：
| 阿雅克肖站列车线路表 |              |          |          |              |
| 线路                 | 车种         | 上一站   | 下一站   | 大致运行频率 |
| 巴斯蒂亚—阿雅克肖    | Grande Ligne | 莱萨利讷 | （终点） | 每天3~6趟    |
| 梅泽纳—阿雅克肖      | Grande Ligne | 莱萨利讷 | （终点） | 每天5趟左右  |
| 1.                   |              |          |          |              |

## 配套交通

### 城际客运
| 停靠阿雅克肖站的大巴车 |                                |                                                                       |
| 上下车地点             | 运营单位                       | 主要目的地                                                            |
| 阿雅克肖站门口         | 科西嘉公共交通公司 Corsica Bus | 阿雅克肖机场、博尼法乔、格罗塞托-普鲁尼亚、帕爾內卡、马里尼亚纳、奥塔 |
| 阿雅克肖站门口         | CFC                            | （当某条铁路线施工或罢工时，CFC可能会提供途径该线路沿途站点的大巴车） |
| 1. 2. 3.               |                                |                                                                       |

### 市内交通
| 阿雅克肖站附近的公交线路 |                |                            |
| 公交车站名称             | 位置           | 停靠线路                   |
| Gare CFC                 | 阿雅克肖站门口 | 6路、8路、10路、11路、12路 |

## 临近车站
| 阿雅克肖站（Gare d'Ajaccio）                                                                       |                        |          |
| 上行车站                                                                                           | 线路                   | 下行车站 |
| 莱萨利讷站* 1.4km ←                                                                                | 巴斯蒂亚－阿雅克肖铁路 | （终点） |
| - 本表仅显示运营中的线路及车站 *注：莱萨利讷站为非必停乘降所，需要上下车的乘客须提前通知司机停靠。 |                        |          |